# Ali Haidar (Politiker)
Ali Haidar (arabisch علي حيدر, DMG ʿAlī Ḥaidar, * 1962 in Hama) ist ein syrischer Politiker und Vorsitzender der interreligiösen und interethnischen Syrischen Sozialen Nationalistischen Partei (SSNP).
Er wurde bei der Parlamentswahl in Syrien 2012 zum Mitglied des Syrischen Volksrates gewählt. Seine SSNP schloss sich mit der Partei des Volkswillens zur oppositionellen Volksfront für Wandel und Freiheit zusammen.
2012 wurde er Staatsminister für Nationale Versöhnungsangelegenheiten unter Ministerpräsident Riad Farid Hedschab, ab dem 11. August unter Wael al-Halki.
Anfang 2019 wurde das Ministerium in eine Kommission für nationale Versöhnung umgewandelt, die Haidar leitet und die daran arbeitet, konflikthaltige Beziehungen innerhalb der gebliebenen syrischen Bevölkerung und zu den Rückkehrern wie auch innerhalb dieser Gruppe zu verbessern.